# 柴之芳
柴之芳（1942年9月—），男，籍贯浙江鄞县，生于上海，中国放射化学家。中国科学院院士。

## 生平
柴之芳籍贯浙江省宁波鄞县，出生于上海。1964年，复旦大学物理二系毕业。1980年至1982年，德国科隆大学洪堡访问学者。

## 荣誉
- 1988年，中国科学院科技进步二等奖
- 1991年，中国科学院自然科学一等奖
- 1999年，中国科学院自然科学二等奖
- 2005年，George von Hevesy奖，为国际放射分析化学、核化学领域的最高奖。他是发展中国家获该奖的第1人，也是自1968年设立该奖后的第26位获奖人。国际评选委员会的新闻稿是：”Professor Zhifang Chai, Institute of High Energy Physics, Beijing, China, has been awarded the 2005 George Hevesy Medal in recognition of his original and outstanding achievements - over a period of four decades – in the field of radioanalytical and nuclear chemistry.
- 2007年，当选为中国科学院院士